# Liste de sondages sur les élections générales britanniques de 2017
Cette page dresse la liste des sondages d'opinions relatifs aux élections générales britanniques de 2017. Tous les sondages présents dans cet article sont issus d'instituts membres du British Polling Council.
Les sondages sont basés sur des échantillons représentatifs à l'échelle nationale qui incluent la Grande-Bretagne mais habituellement pas l'Irlande du Nord. Cela est généralement le cas de manière historique au Royaume-Uni pour ce qui est des sondages d'opinion, l'Irlande du Nord ayant un paysage politique différent du reste du pays, polarisé entre unionisme et le nationalisme.

## Graphique

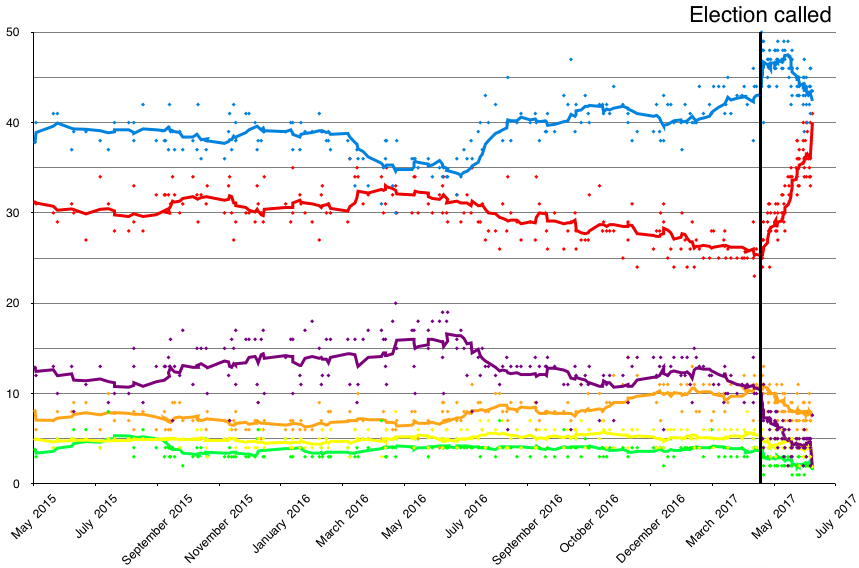

- Parti conservateur
- Parti travailliste
- UKIP
- Libéraux-démocrates
- SNP
- Verts

## Sondages nationaux
Les sondages sont énumérés dans le tableau ci au-dessous dans l'ordre chronologique inverse. Le pourcentage le plus élevé dans chaque sondage est affiché en caractères gras. La colonne « Écart » indique les points de différence entre les deux partis en tête. Les résultats du sondage sont généralement arrondis au point de pourcentage le plus proche.
Sont indiqués les six partis avec le plus grand nombre de voix aux élections générales de 2015. Les autres partis sont regroupés dans la colonne « Autres ».

### Sondages effectués en 2017
| Sondeur                                                                   | Date                      | Échantillon | Conservateurs | Travaillistes | UKIP | Libéraux-démocrates | SNP | Verts | Autres | Écart |
| ------------------------------------------------------------------------- | ------------------------- | ----------- | ------------- | ------------- | ---- | ------------------- | --- | ----- | ------ | ----- |
| Sondeur                                                                   | Date                      | Échantillon |               |               |      |                     |     |       | Autres | Écart |
| Ipsos MORI                                                                | 6 au 7 juin               | 1 291       | 44 %          | 36 %          | 4 %  | 7 %                 | 5 % | 2 %   | 2 %    | 8     |
| BMG                                                                       | 6 au 7 juin               | 1 199       | 46 %          | 33 %          | 5 %  | 8 %                 | 4 % | 3 %   | 2 %    | 13    |
| Survation                                                                 | 6 au 7 juin               | 2 798       | 41 %          | 40 %          | 2 %  | 8 %                 | 3 % | 2 %   | *      | 1     |
| ICM                                                                       | 6 au 7 juin               | 1 532       | 46 %          | 34 %          | 5 %  | 7 %                 | 4 % | 2 %   | 1 %    | 12    |
| ComRes                                                                    | 5 au 7 juin               | 2 051       | 44 %          | 34 %          | 5 %  | 9 %                 | 4 % | 2 %   | 1 %    | 10    |
| YouGov                                                                    | 5 au 7 juin               | 2 130       | 42 %          | 35 %          | 5 %  | 10 %                | 5 % | 2 %   | 1 %    | 7     |
| Panelbase                                                                 | 2 au 7 juin               | 3 018       | 44 %          | 36 %          | 5 %  | 7 %                 | 4 % | 2 %   | 2 %    | 8     |
| Kantar Public                                                             | 1 au 7 juin               | 2 159       | 43 %          | 38 %          | 4 %  | 7 %                 | 4 % | 2 %   | 2 %    | 5     |
| Opinium                                                                   | 4 au 6 juin               | 3 002       | 43 %          | 36 %          | 5 %  | 8 %                 | 5 % | 2 %   | 1 %    | 7     |
| SurveyMonkey                                                              | 4 au 6 juin               | 11 000      | 42 %          | 38 %          | 4 %  | 6 %                 | 3 % | 2 %   | 5 %    | 4     |
| ICM                                                                       | 2 au 4 juin               | 2 000       | 45 %          | 34 %          | 5 %  | 8 %                 | 4 % | 3 %   | 2 %    | 11    |
| Attentats à Londres, suspension de la campagne (3 juin 2017).             |                           |             |               |               |      |                     |     |       |        |       |
| [réf. souhaitée]                                                          | 3 juin                    | 1 049       | 40 %          | 39 %          | 5 %  | 8 %                 | 4 % | 5 %   | 5 %    | 1     |
| Survation                                                                 | 2 au 3 juin               | 1 103       | 42 %          | 40 %          | 3 %  | 6 %                 | 4 % | 1 %   | 4 %    | 2     |
| YouGov                                                                    | 1 au 2 juin               | 1 989       | 42 %          | 38 %          | 4 %  | 7 %                 | 8 % | 8 %   | 8 %    | 4     |
| ICM                                                                       | 31 mai au 2 juin          | 2 051       | 45 %          | 34 %          | 5 %  | 9 %                 | 4 % | 3 %   | 3 %    | 11    |
| ComRes                                                                    | 31 mai au 2 juin          | 2 038       | 47 %          | 35 %          | 4 %  | 8 %                 | 3 % | 1 %   | 1 %    | 12    |
| Norstat                                                                   | 31 mai au 1er juin        | 1 013       | 39 %          | 35 %          | 6 %  | 8 %                 | *   | 3 %   | 9 %    | 4     |
| ORB                                                                       | 31 mai au 1er juin        | 1 656       | 45 %          | 36 %          | 4 %  | 8 %                 | 7 % | 7 %   | 7 %    | 9     |
| Ipsos MORI                                                                | 30 mai au 1er juin        | 1 046       | 45 %          | 40 %          | 2 %  | 7 %                 | 6 % | 6 %   | 6 %    | 5     |
| Panelbase                                                                 | 26 mai au 1er juin        | 1 224       | 44 %          | 36 %          | 5 %  | 7 %                 | 5 % | 2 %   | 1 %    | 8     |
| YouGov                                                                    | 30 au 31 mai              | 1 875       | 42 %          | 39 %          | 4 %  | 7 %                 | 8 % | 8 %   | 8 %    | 3     |
| Opinium                                                                   | 30 au 31 mai              | 2 006       | 43 %          | 37 %          | 5 %  | 6 %                 | 5 % | 2 %   | 1 %    | 6     |
| Kantar Public                                                             | 25 au 30 mai              | 1 199       | 43 %          | 33 %          | 4 %  | 11 %                | 4 % | 3 %   | 1 %    | 10    |
| ICM                                                                       | 26 au 29 mai              | 2 002       | 45 %          | 33 %          | 5 %  | 8 %                 | 4 % | 3 %   | 2 %    | 12    |
| Survation                                                                 | 26 au 27 mai              | 1 009       | 43 %          | 37 %          | 4 %  | 8 %                 | 2 % | 1 %   | 4 %    | 6     |
| YouGov                                                                    | 25 au 26 mai              | 2 003       | 43 %          | 36 %          | 4 %  | 9 %                 | 4 % | 2 %   | 1 %    | 7     |
| ICM                                                                       | 24 au 26 mai              | 2 044       | 46 %          | 32 %          | 5 %  | 8 %                 | 4 % | 2 %   | 1 %    | 14    |
| ComRes                                                                    | 24 au 26 mai              | 2 024       | 46 %          | 34 %          | 5 %  | 8 %                 | 4 % | 2 %   | 1 %    | 12    |
| ORB                                                                       | 24 au 25 mai              | 1 556       | 44 %          | 38 %          | 5 %  | 7 %                 | 4 % | 2 %   | 2 %    | 6     |
| YouGov                                                                    | 24 au 25 mai              | 2 052       | 43 %          | 38 %          | 4 %  | 10 %                | 5 % | 1 %   | 0 %    | 5     |
| Opinium                                                                   | 23 au 24 mai              | 2 002       | 45 %          | 35 %          | 5 %  | 7 %                 | 5 % | 2 %   | 1 %    | 10    |
| Attentat à Manchester, suspension de la campagne (22 mai 2017).           |                           |             |               |               |      |                     |     |       |        |       |
| ICM                                                                       | 19 au 21 mai              | 2 004       | 47 %          | 33 %          | 4 %  | 9 %                 | 4 % | 2 %   | 1 %    | 14    |
| Survation                                                                 | 19 au 20 mai              | 1 034       | 43 %          | 34 %          | 4 %  | 8 %                 | 3 % | 2 %   | 5 %    | 9     |
| Survation                                                                 | 19 au 20 mai              | 1 017       | 46 %          | 34 %          | 3 %  | 8 %                 | 4 % | 1 %   | 3 %    | 12    |
| YouGov                                                                    | 18 au 19 mai              | 1 925       | 44 %          | 35 %          | 3 %  | 9 %                 | 5 % | 2 %   | 1 %    | 9     |
| ORB                                                                       | 17 au 18 mai              | 1 551       | 46 %          | 34 %          | 7 %  | 7 %                 | 4 % | 2 %   | 2 %    | 12    |
| Opinium                                                                   | 16 au 17 mai              | 2 003       | 46 %          | 33 %          | 5 %  | 8 %                 | 5 % | 2 %   | 1 %    | 13    |
| YouGov                                                                    | 16 au 17 mai              | 1 861       | 45 %          | 32 %          | 6 %  | 8 %                 | 5 % | 2 %   | 1 %    | 13    |
| Ipsos MORI                                                                | 15 au 17 mai              | 1 053       | 49 %          | 34 %          | 2 %  | 7 %                 | 6 % | 3 %   | *      | 15    |
| Panelbase                                                                 | 12 au 15 mai              | 1 026       | 47 %          | 33 %          | 5 %  | 7 %                 | 3 % | 3 %   | 2 %    | 14    |
| Kantar Public                                                             | 11 au 15 mai              | 1 201       | 47 %          | 29 %          | 6 %  | 8 %                 | 4 % | 4 %   | 2 %    | 18    |
| ICM                                                                       | 12 au 14 mai              | 2 030       | 48 %          | 28 %          | 6 %  | 10 %                | 4 % | 3 %   | 1 %    | 20    |
| Survation                                                                 | 12 au 13 mai              | 1 016       | 48 %          | 30 %          | 4 %  | 8 %                 | 4 % | 2 %   | 4 %    | 18    |
| YouGov                                                                    | 11 au 12 mai              | 1 630       | 49 %          | 31 %          | 3 %  | 9 %                 | 5 % | 2 %   | 1 %    | 18    |
| ComRes                                                                    | 10 au 12 mai              | 2 007       | 48 %          | 30 %          | 5 %  | 10 %                | 4 % | 3 %   | 1 %    | 18    |
| Opinium                                                                   | 9 au 12 mai               | 2 003       | 47 %          | 32 %          | 5 %  | 8 %                 | 5 % | 2 %   | 1 %    | 15    |
| ORB                                                                       | 10 au 11 mai              | 1 508       | 46 %          | 32 %          | 7 %  | 8 %                 | 8 % | 8 %   | 8 %    | 14    |
| YouGov                                                                    | 9 au 10 mai               | 1 651       | 46%           | 30 %          | 5 %  | 11 %                | 6 % | 2 %   | 1 %    | 16    |
| Panelbase                                                                 | 5 au 9 mai                | 1 027       | 48%           | 31 %          | 5 %  | 8 %                 | 4 % | 2 %   | 2 %    | 17    |
| Kantar Public                                                             | 4 au 8 mai                | 1 201       | 44 %          | 28 %          | 8 %  | 11 %                | 4 % | 5 %   | 1 %    | 16    |
| ICM                                                                       | 5 au 7 mai                | 2 038       | 49 %          | 27 %          | 6 %  | 9 %                 | 4 % | 3 %   | 1 %    | 22    |
| Survation                                                                 | 5 au 6 mai                | 1 005       | 47%           | 30%           | 4%   | 7%                  | 5%  | 3%    | 3%     | 17    |
| YouGov                                                                    | 4 au 5 mai                | 1 644       | 47 %          | 28 %          | 6 %  | 11 %                | 5 % | 2 %   | 1 %    | 19    |
| ICM                                                                       | 3 au 5 mai                | 2 020       | 46 %          | 28 %          | 8 %  | 10 %                | 4 % | 4 %   | *      | 18    |
| Élections locales britanniques de 2017 (4 mai 2017).                      |                           |             |               |               |      |                     |     |       |        |       |
| « ORB »(Archive.org • Wikiwix • Archive.is • Google • Que faire ?)        | 3 au 4 mai                | 1 550       | 46 %          | 31 %          | 8 %  | 9 %                 | 3 % | 3 %   | 3 %    | 15    |
| Opinium                                                                   | 2 au 3 mai                | 2 005       | 46 %          | 30 %          | 7 %  | 9 %                 | 4 % | 2 %   | 1 %    | 16    |
| YouGov                                                                    | 2 au 3 mai                | 2 066       | 48 %          | 29 %          | 5 %  | 10 %                | 5 % | 2 %   | 1 %    | 19    |
| Panelbase                                                                 | 28 avril au 2 mai         | 1 034       | 47 %          | 30 %          | 5 %  | 10 %                | 5 % | 2 %   | 1 %    | 17    |
| ICM                                                                       | 28 avril au 2 mai         | 1 970       | 47 %          | 28 %          | 8 %  | 8 %                 | 3 % | 4 %   | 1 %    | 19    |
| Kantar Public                                                             | 27 avril au 2 mai         | 1 205       | 48 %          | 24 %          | 7 %  | 11 %                | 4 % | 4 %   | 2 %    | 24    |
| YouGov                                                                    | 27 au 28 avril            | 1 612       | 44 %          | 31 %          | 6 %  | 11 %                | 4 % | 2 %   | 2 %    | 13    |
| « ICM »(Archive.org • Wikiwix • Archive.is • Google • Que faire ?)        | 26 au 28 avril            | 2 012       | 47 %          | 28 %          | 8 %  | 9 %                 | 4 % | 4 %   | 0 %    | 19    |
| « Opinium »(Archive.org • Wikiwix • Archive.is • Google • Que faire ?)    | 25 au 28 avril            | 2 007       | 47 %          | 30 %          | 7 %  | 8 %                 | 5 % | 3 %   | 1 %    | 17    |
| « ORB »(Archive.org • Wikiwix • Archive.is • Google • Que faire ?)        | 26 au 27 avril            | 2 093       | 42 %          | 31 %          | 8 %  | 10 %                | 4 % | 4 %   | 4 %    | 11    |
| YouGov                                                                    | 25 au 26 avril            | 1 590       | 46 %          | 29 %          | 7 %  | 10 %                | 5 % | 3 %   | 1 %    | 16    |
| « Ipsos MORI »(Archive.org • Wikiwix • Archive.is • Google • Que faire ?) | 21 au 25 avril            | 1 004       | 49 %          | 26 %          | 4 %  | 13 %                | 4 % | 1 %   | 4 %    | 23    |
| ICM                                                                       | 21 au 24 avril            | 2 024       | 48 %          | 27 %          | 7 %  | 10 %                | 4 % | 3 %   | 1 %    | 21    |
| Panelbase                                                                 | 20 au 24 avril            | 1 026       | 49 %          | 27 %          | 5 %  | 10 %                | 5 % | 3 %   | 1 %    | 22    |
| Kantar Public                                                             | 20 au 24 avril            | 1 196       | 46 %          | 24 %          | 8 %  | 11 %                | 5 % | 4 %   | 1 %    | 22    |
| Norstat                                                                   | 23 avril                  | 1 036       | 42 %          | 26 %          | 8 %  | 10 %                | *   | 6 %   | 8 %    | 16    |
| Survation                                                                 | 21 au 22 avril            | 2 072       | 40 %          | 29 %          | 11 % | 11 %                | 4 % | 2 %   | 3 %    | 11    |
| YouGov                                                                    | 20 au 21 avril            | 1 590       | 48 %          | 25 %          | 5 %  | 12 %                | 6 % | 3 %   | 1 %    | 23    |
| ICM                                                                       | 19 au 21 avril            | 2 027       | 48 %          | 26 %          | 8 %  | 10 %                | 4 % | 3 %   | 2 %    | 22    |
| « ORB »(Archive.org • Wikiwix • Archive.is • Google • Que faire ?)        | 19 au 20 avril            | 1 860       | 44 %          | 29 %          | 10 % | 8 %                 | 5 % | 4 %   | 4 %    | 15    |
| « ComRes »(Archive.org • Wikiwix • Archive.is • Google • Que faire ?)     | 19 au 20 avril            | 2 074       | 49 %          | 25 %          | 7 %  | 11 %                | 4 % | 3 %   | 1 %    | 25    |
| Opinium                                                                   | 19 au 20 avril            | 2 003       | 46 %          | 26 %          | 9 %  | 11 %                | 4 % | 3 %   | 1 %    | 19    |
| YouGov                                                                    | 2 au 20 avril             | 12 746      | 44 %          | 25 %          | 9 %  | 12 %                | 6 % | 3 %   | 1 %    | 19    |
| YouGov                                                                    | 18 au 19 avril            | 1 727       | 48 %          | 24 %          | 7 %  | 12 %                | 6 % | 2 %   | 1 %    | 24    |
| « ICM »(Archive.org • Wikiwix • Archive.is • Google • Que faire ?)        | 18 avril                  | 1 000       | 46 %          | 25 %          | 8 %  | 11 %                | 4 % | 4 %   | 1 %    | 21    |
| Theresa May annonce la tenue d'élections le 8 juin 2017 (18 avril 2017).  |                           |             |               |               |      |                     |     |       |        |       |
| « ICM »(Archive.org • Wikiwix • Archive.is • Google • Que faire ?)        | 14 au 17 avril            | 2 052       | 44 %          | 26 %          | 11 % | 10 %                | 4 % | 4 %   | 1 %    | 18    |
| YouGov                                                                    | 12 au 13 avril            | 2 069       | 44 %          | 23 %          | 10 % | 12 %                | 6 % | 4 %   | 1 %    | 21    |
| ComRes                                                                    | 11 au 13 avril            | 2 026       | 46 %          | 25 %          | 9 %  | 11 %                | 4 % | 4 %   | 2 %    | 21    |
| Opinium                                                                   | 11 au 13 avril            | 2 002       | 38 %          | 29 %          | 14 % | 7 %                 | 5 % | 5 %   | 1 %    | 9     |
| YouGov                                                                    | 5 au 6 avril              | 1 651       | 42 %          | 25 %          | 11 % | 11 %                | 8 % | 3 %   | 1 %    | 17    |
| « ICM »(Archive.org • Wikiwix • Archive.is • Google • Que faire ?)        | 31 mars au 2 avril        | 2 005       | 43 %          | 25 %          | 11 % | 11 %                | 5 % | 4 %   | 2 %    | 18    |
| YouGov                                                                    | 26 au 27 mars             | 1 957       | 43 %          | 25 %          | 10 % | 11 %                | 6 % | 3 %   | 1 %    | 18    |
| YouGov                                                                    | 20 au 21 mars             | 1 627       | 41 %          | 25 %          | 12 % | 11 %                | 6 % | 3 %   | 2 %    | 16    |
| « ICM »(Archive.org • Wikiwix • Archive.is • Google • Que faire ?)        | 17 au 19 mars             | 2 012       | 46 %          | 26 %          | 10 % | 9 %                 | 4 % | 4 %   | 1 %    | 19    |
| « ComRes »(Archive.org • Wikiwix • Archive.is • Google • Que faire ?)     | 15 au 17 mars             | 2 026       | 42 %          | 25 %          | 10 % | 12 %                | 5 % | 4 %   | 2 %    | 17    |
| Opinium                                                                   | 14 au 17 mars             | 2 007       | 41 %          | 28 %          | 13 % | 8 %                 | 6 % | 3 %   | 1 %    | 13    |
| GfK                                                                       | 1 au 15 mars              | 1 938       | 41 %          | 28 %          | 12 % | 7 %                 | 5 % | 6 %   | 1 %    | 13    |
| YouGov                                                                    | 13 au 14 mars             | 1 631       | 44 %          | 27 %          | 9 %  | 10 %                | 5 % | 4 %   | 0 %    | 17    |
| « Ipsos MORI »(Archive.org • Wikiwix • Archive.is • Google • Que faire ?) | 10 au 14 mars             | 1 032       | 43 %          | 30 %          | 6 %  | 13 %                | 4 % | 4 %   | *      | 13    |
| YouGov                                                                    | 8 au 9 mars               | 1 598       | 44 %          | 25 %          | 11 % | 10 %                | 6 % | 3 %   | 1 %    | 19    |
| « ICM »(Archive.org • Wikiwix • Archive.is • Google • Que faire ?)        | 3 au 5 mars               | 1 787       | 44 %          | 28 %          | 11 % | 8 %                 | 4 % | 5 %   | 1 %    | 16    |
| YouGov                                                                    | 27 au 28 février          | 1 666       | 42 %          | 25 %          | 12 % | 11 %                | 6 % | 4 %   | 1 %    | 17    |
| YouGov                                                                    | 21 au 22 février          | 2 060       | 41 %          | 25 %          | 13 % | 11 %                | 6 % | 3 %   | 1 %    | 16    |
| « ICM »(Archive.org • Wikiwix • Archive.is • Google • Que faire ?)        | 17 au 19 février          | 2 028       | 44 %          | 26 %          | 13 % | 8 %                 | 4 % | 4 %   | 1 %    | 18    |
| « Opinium »(Archive.org • Wikiwix • Archive.is • Google • Que faire ?)    | 14 au 16 février          | 2 004       | 40 %          | 27 %          | 14 % | 8 %                 | 5 % | 4 %   | 2 %    | 13    |
| « Ipsos MORI »(Archive.org • Wikiwix • Archive.is • Google • Que faire ?) | 10 au 14 février          | 1 014       | 40 %          | 29 %          | 9 %  | 13 %                | 5 % | 4 %   | 0 %    | 11    |
| YouGov                                                                    | 12 au 13 février          | 2 052       | 40 %          | 24 %          | 15 % | 11 %                | 6 % | 4 %   | 2 %    | 16    |
| ComRes                                                                    | 8 au 10 février           | 1 218       | 41 %          | 26 %          | 11 % | 11 %                | 5 % | 4 %   | 2 %    | 15    |
| YouGov                                                                    | 5 au 6 février            | 1 984       | 40 %          | 24 %          | 14 % | 11 %                | 6 % | 4 %   | 1 %    | 16    |
| « ICM »(Archive.org • Wikiwix • Archive.is • Google • Que faire ?)        | 3 au 5 février            | 1 984       | 42 %          | 27 %          | 12 % | 10 %                | 5 % | 4 %   | 1 %    | 15    |
| Opinium                                                                   | 31 janvier au 1er février | 2 005       | 37 %          | 30 %          | 14 % | 8 %                 | 5 % | 5 %   | 2 %    | 7     |
| YouGov                                                                    | 30 au 31 janvier          | 1 705       | 40 %          | 26 %          | 12 % | 11 %                | 6 % | 4 %   | 1 %    | 14    |
| YouGov                                                                    | 23 au 24 janvier          | 1 643       | 40 %          | 24 %          | 14 % | 10 %                | 6 % | 3 %   | 0 %    | 16    |
| « ICM »(Archive.org • Wikiwix • Archive.is • Google • Que faire ?)        | 20 au 22 janvier          | 2 052       | 42 %          | 26 %          | 13 % | 10 %                | 4 % | 5 %   | 1 %    | 16    |
| YouGov                                                                    | 17 au 18 janvier          | 1 654       | 42 %          | 25 %          | 12 % | 11 %                | 6 % | 3 %   | 0 %    | 17    |
| « Ipsos MORI »(Archive.org • Wikiwix • Archive.is • Google • Que faire ?) | 13 au 16 janvier          | 1 132       | 43 %          | 31 %          | 6 %  | 11 %                | 4 % | 4 %   | *      | 12    |
| Survation                                                                 | 13 janvier                | 1 177       | 38 %          | 29 %          | 13 % | 10 %                | 4 % | 2 %   | 4 %    | 9     |
| Opinium                                                                   | 10 au 12 janvier          | 2 007       | 38 %          | 30 %          | 14 % | 7 %                 | 5 % | 4 %   | 2 %    | 8     |
| YouGov                                                                    | 9 au 10 janvier           | 1 660       | 40 %          | 28 %          | 13 % | 11 %                | 6 % | 3 %   | 1 %    | 11    |

### Sondages effectués avant 2017
| Sondeur | Date                    | Échantillon | Conservateurs | Travaillistes | UKIP | Libéraux-démocrates | SNP | Verts | Autres | Écart |
| --- | ----------------------- | ----------- | ------------- | ------------- | ---- | ------------------- | --- | ----- | ------ | ----- |
| Sondeur | Date                    | Échantillon |               |               |      |                     |     |       | Autres | Écart |
| YouGov | 18 au 19 décembre       | 1 595       | 40 %          | 24 %          | 14 % | 12 %                | 6 % | 4 %   | 1 %    | 15    |
| Opinium | 13 au 16 décembre       | 2 000       | 38 %          | 31 %          | 13 % | 6 %                 | 6 % | 4 %   | 1 %    | 7     |
| « Ipsos MORI »(Archive.org • Wikiwix • Archive.is • Google • Que faire ?)                                   | 9 au 12 décembre        | 1 003       | 40 %          | 29 %          | 9 %  | 14 %                | 4 % | 3 %   | 1 %    | 11    |
| ICM | 9 au 11 décembre        | 2 049       | 41 %          | 27 %          | 14 % | 9 %                 | 4 % | 3 %   | 1 %    | 14    |
| YouGov | 4 au 5 décembre         | 1 667       | 42 %          | 25 %          | 12 % | 11 %                | 6 % | 4 %   | 1 %    | 17    |
| YouGov | 28 au 29 novembre       | 1 624       | 40 %          | 27 %          | 14 % | 9 %                 | 6 % | 4 %   | 1 %    | 12    |
| Paul Nuttall est élu à la tête de UKIP (28 novembre 2016).                                                  |                         |             |               |               |      |                     |     |       |        |       |
| ICM | 25 au 27 novembre       | 2 009       | 44 %          | 28 %          | 12 % | 7 %                 | 4 % | 4 %   | 2 %    | 16    |
| YouGov | 21 au 22 novembre       | 1 693       | 41 %          | 28 %          | 12 % | 9 %                 | 6 % | 4 %   | 0 %    | 13    |
| ICM | 18 au 20 novembre       | 2 031       | 42 %          | 28 %          | 11 % | 9 %                 | 4 % | 3 %   | 2 %    | 14    |
| Opinium | 15 au 18 novembre       | 2 005       | 41 %          | 29 %          | 12 % | 7 %                 | 6 % | 3 %   | 1 %    | 12    |
| YouGov | 14 au 15 novembre       | 1 717       | 42 %          | 28 %          | 11 % | 8 %                 | 7 % | 4 %   | 1 %    | 14    |
| « Ipsos MORI »(Archive.org • Wikiwix • Archive.is • Google • Que faire ?)                                   | 11 au 14 novembre       | 1 013       | 42 %          | 33 %          | 7 %  | 10 %                | 5 % | 3 %   | 1 %    | 9     |
| Opinium | 1 au 4 novembre         | 2 001       | 40 %          | 32 %          | 13 % | 6 %                 | 6 % | 4 %   | –      | 8     |
| YouGov | 31 octobre–1er novembre | 1 608       | 41 %          | 27 %          | 11 % | 10 %                | 6 % | 4 %   | 1 %    | 14    |
| ICM | 28 au 30 octobre        | 2 040       | 43 %          | 27 %          | 12 % | 8 %                 | 4 % | 5 %   | 1 %    | 16    |
| YouGov | 24 au 25 octobre        | 1 655       | 40 %          | 27 %          | 11 % | 11 %                | 7 % | 3 %   | 1 %    | 13    |
| BMG | 19 au 24 octobre        | 1 546       | 42 %          | 28 %          | 12 % | 8 %                 | 5 % | 4 %   | 1 %    | 14    |
| YouGov | 19 au 20 octobre        | 1 608       | 42 %          | 26 %          | 12 % | 8 %                 | 6 % | 5 %   | 1 %    | 16    |
| « Ipsos MORI »(Archive.org • Wikiwix • Archive.is • Google • Que faire ?)                                   | 14 au 17 octobre        | 1 016       | 47 %          | 29 %          | 6 %  | 7 %                 | 6 % | 4 %   | 1 %    | 18    |
| YouGov | 11 au 12 octobre        | 1 669       | 42 %          | 28 %          | 11 % | 9 %                 | 6 % | 3 %   | 0 %    | 14    |
| ICM | 7 au 9 octobre          | 2 017       | 43 %          | 26 %          | 11 % | 8 %                 | 4 % | 6 %   | 2 %    | 17    |
| YouGov | 28 au 29 septembre      | 1 658       | 40 %          | 30 %          | 13 % | 8 %                 | 6 % | 3 %   | 0 %    | 9     |
| Jeremy Corbyn est réélu à la tête du Parti travailliste (24 septembre 2016).                                |                         |             |               |               |      |                     |     |       |        |       |
| ICM | 21 au 23 septembre      | 2 015       | 41 %          | 26 %          | 14 % | 8 %                 | 5 % | 4 %   | 2 %    | 15    |
| BMG | 20 au 23 septembre      | 2 026       | 40 %          | 28 %          | 13 % | 8 %                 | 5 % | 5 %   | 2 %    | 11    |
| YouGov | 19 au 21 septembre      | 3 285       | 40 %          | 30 %          | 13 % | 8 %                 | 6 % | 3 %   | 1 %    | 9     |
| Diane James est élue à la tête de UKIP (16 septembre 2016).                                                 |                         |             |               |               |      |                     |     |       |        |       |
| YouGov | 13 au 14 septembre      | 1 732       | 38 %          | 31 %          | 13 % | 7 %                 | 6 % | 4 %   | –      | 7     |
| « Ipsos MORI »(Archive.org • Wikiwix • Archive.is • Google • Que faire ?)                                   | 10 au 14 septembre      | 1 000       | 40 %          | 34 %          | 9 %  | 6 %                 | 4 % | 5 %   | 1 %    | 6     |
| ICM | 9 au 11 septembre       | 2 013       | 41 %          | 27 %          | 14 % | 8 %                 | 5 % | 4 %   | 2 %    | 14    |
| YouGov | 4 au 5 septembre        | 1 616       | 40 %          | 29 %          | 13 % | 7 %                 | 7 % | 3 %   | –      | 11    |
| YouGov | 30 au 31 août           | 1 687       | 38 %          | 30 %          | 14 % | 7 %                 | 6 % | 4 %   | –      | 8     |
| ICM | 26 au 28 août           | 2 040       | 41 %          | 27 %          | 13 % | 9 %                 | 4 % | 4 %   | 2 %    | 14    |
| YouGov | 22 au 23 août           | 1 660       | 40 %          | 29 %          | 13 % | 8 %                 | 6 % | 3 %   | 1 %    | 11    |
| Lord Ashcroft Polls                                                                                         | 11 au 22 août           | 8 011       | 40 %          | 31 %          | 13 % | 7 %                 | 5 % | 3 %   | 1 %    | 9     |
| YouGov | 16 au 17 août           | 1 677       | 38 %          | 30 %          | 13 % | 9 %                 | 7 % | 4 %   | –      | 8     |
| « Ipsos MORI »(Archive.org • Wikiwix • Archive.is • Google • Que faire ?)                                   | 13 au 15 août           | 1 017       | 46 %          | 34 %          | 6 %  | 7 %                 | 4 % | 4 %   | 1 %    | 11    |
| ICM | 12 au 15 août           | 2 010       | 40 %          | 28 %          | 14 % | 8 %                 | 4 % | 4 %   | 2 %    | 12    |
| YouGov | 8 au 9 août             | 1 692       | 38 %          | 31 %          | 13 % | 8 %                 | 7 % | 4 %   | –      | 7     |
| TNS | 5 au 8 août             | 1 199       | 40 %          | 26 %          | 11 % | 10 %                | 4 % | 7 %   | 2 %    | 13    |
| YouGov | 1 au 2 août             | 1 722       | 42 %          | 28 %          | 12 % | 8 %                 | 6 % | 3 %   | 1 %    | 14    |
| YouGov | 25 au 26 juillet        | 1 680       | 40 %          | 28 %          | 13 % | 8 %                 | 7 % | 4 %   | 1 %    | 12    |
| ICM | 22 au 24 juillet        | 2 012       | 43 %          | 27 %          | 13 % | 8 %                 | 4 % | 4 %   | 1 %    | 16    |
| Opinium | 19 au 22 juillet        | 2 231       | 37 %          | 31 %          | 15 % | 6 %                 | 6 % | 4 %   | 1 %    | 6     |
| YouGov | 17 au 18 juillet        | 1 891       | 40 %          | 29 %          | 12 % | 9 %                 | 7 % | 3 %   | 1 %    | 11    |
| Theresa May devient Premier ministre du Royaume au Uni (13 juillet 2016).                                   |                         |             |               |               |      |                     |     |       |        |       |
| ICM | 13 au 15 juillet        | 2 027       | 40 %          | 29 %          | 14 % | 9 %                 | 4 % | 4 %   | 2 %    | 10    |
| « Ipsos MORI »(Archive.org • Wikiwix • Archive.is • Google • Que faire ?)                                   | 9 au 11 juillet         | 1 021       | 36 %          | 35 %          | 8 %  | 11 %                | 5 % | 4 %   | 1 %    | 1     |
| ICM | 8 au 10 juillet         | 2 025       | 38 %          | 30 %          | 15 % | 8 %                 | 5 % | 4 %   | 1 %    | 8     |
| Survation                                                                                                   | 4 au 5 juillet          | 1 008       | 36 %          | 32 %          | 12 % | 9 %                 | 6 % | –     | 7 %    | 4     |
| ICM | 1 au 3 juillet          | 1 979       | 37 %          | 30 %          | 15 % | 8 %                 | 5 % | 4 %   | 2 %    | 7     |
| Opinium | 28 au 30 juin           | 2 006       | 34 %          | 29 %          | 17 % | 7 %                 | 5 % | 4 %   | 2 %    | 5     |
| ICM | 24 au 26 juin           | 2 001       | 36 %          | 32 %          | 15 % | 7 %                 | 5 % | 5 %   | 1 %    | 4     |
| Survation                                                                                                   | 24 au 25 juin           | 1 033       | 32 %          | 32 %          | 16 % | 9 %                 | 4 % | 4 %   | 2 %    | 0     |
| Opinium | 20 au 22 juin           | 3 011       | 34 %          | 30 %          | 19 % | 6 %                 | 6 % | 4 %   | 2 %    | 4     |
| 51,86 % des britanniques votent pour la sortie de l'UE. David Cameron présente sa démission (23 juin 2016). |                         |             |               |               |      |                     |     |       |        |       |
| Opinium | 14 au 17 juin           | 2 au 006    | 34 %          | 30 %          | 18 % | 6 %                 | 6 % | 4 %   | 1 %    | 4     |
| Assassinat de la députée Jo Cox, suspension de la campagne pendant 3 jours (16 juin 2016).                  |                         |             |               |               |      |                     |     |       |        |       |
| ComRes | 15 au 16 juin           | 2 046       | 34 %          | 29 %          | 19 % | 8 %                 | 5 % | 4 %   | 2 %    | 5     |
| Ipsos MORI                                                                                                  | 11 au 14 juin           | 1 257       | 35 %          | 34 %          | 10 % | 9 %                 | 5 % | 4 %   | 3 %    | 1     |
| ICM | 10 au 13 juin           | 2 001       | 34 %          | 30 %          | 19 % | 8 %                 | 4 % | 4 %   | 1 %    | 4     |
| ICM | 10 au 13 juin           | 1 000       | 34 %          | 33 %          | 14 % | 9 %                 | 4 % | 5 %   | 2 %    | 1     |
| Opinium | 7 au 10 juin            | 2 009       | 35 %          | 32 %          | 18 % | 4 %                 | 5 % | 4 %   | 1 %    | 3     |
| Opinium | 31 mai–3 juin           | 2 007       | 34 %          | 30 %          | 18 % | 6 %                 | 6 % | 4 %   | 2 %    | 4     |
| ICM | 27 au 29 mai            | 2 052       | 36 %          | 31 %          | 17 % | 7 %                 | 4 % | 4 %   | 2 %    | 5     |
| ICM | 27 au 29 mai            | 1 004       | 36 %          | 32 %          | 15 % | 7 %                 | 4 % | 3 %   | 2 %    | 4     |
| Opinium | 17 au 19 mai            | 2 008       | 35 %          | 30 %          | 18 % | 5 %                 | 6 % | 5 %   | 2 %    | 5     |
| Ipsos MORI                                                                                                  | 14 au 16 mai            | 1 002       | 36 %          | 34 %          | 10 % | 8 %                 | 5 % | 5 %   | 2 %    | 2     |
| ICM | 13 au 15 mai            | 1 002       | 36 %          | 34 %          | 13 % | 7 %                 | 4 % | 4 %   | 2 %    | 2     |
| ICM | 13 au 15 mai            | 2 048       | 34 %          | 32 %          | 17 % | 7 %                 | 5 % | 4 %   | 1 %    | 2     |
| ComRes | 11 au 12 mai            | 2 043       | 36 %          | 30 %          | 17 % | 8 %                 | 5 % | 4 %   | –      | 6     |
| Opinium | 26 au 29 avril          | 2 005       | 38 %          | 30 %          | 15 % | 5 %                 | 5 % | 5 %   | 2 %    | 8     |
| YouGov | 25 au 26 avril          | 1 650       | 30 %          | 33 %          | 20 % | 6 %                 | 8 % | 3 %   | –      | 3     |
| BMG Research                                                                                                | 22 au 26 avril          | 1 375       | 33 %          | 32 %          | 18 % | 6 %                 | 5 % | 4 %   | 2 %    | 1     |
| Ipsos MORI                                                                                                  | 16 au 18 avril          | 1 026       | 38 %          | 35 %          | 11 % | 6 %                 | 6 % | 3 %   | 1 %    | 3     |
| ICM | 15 au 17 avril          | 1 003       | 38 %          | 33 %          | 13 % | 7 %                 | 5 % | 3 %   | 1 %    | 5     |
| ICM | 15 au 17 avril          | 2 008       | 36 %          | 31 %          | 16 % | 7 %                 | 4 % | 4 %   | 2 %    | 5     |
| ComRes | 13 au 14 avril          | 2 036       | 35 %          | 30 %          | 16 % | 8 %                 | 5 % | 4 %   | 1 %    | 5     |
| YouGov | 11 au 12 avril          | 1 639       | 31 %          | 34 %          | 17 % | 8 %                 | 7 % | 3 %   | –      | 3     |
| Opinium | 29 mars–1er avril       | 1 966       | 33 %          | 32 %          | 17 % | 5 %                 | 6 % | 4 %   | 2 %    | 1     |
| BMG Research                                                                                                | 24 au 29 mars           | 1 298       | 36 %          | 31 %          | 16 % | 7 %                 | 5 % | 5 %   | 2 %    | 5     |
| Ipsos MORI                                                                                                  | 19 au 22 mars           | 1 023       | 36 %          | 34 %          | 11 % | 10 %                | 5 % | 3 %   | 2 %    | 2     |
| ComRes | 18 au 20 mars           | 1 002       | 37 %          | 35 %          | 9 %  | 7 %                 | 5 % | 4 %   | 2 %    | 2     |
| YouGov | 16 au 17 mars           | 1 691       | 33 %          | 34 %          | 16 % | 6 %                 | 6 % | 3 %   | 2 %    | 1     |
| ICM | 11 au 13 mars           | 1 001       | 36 %          | 36 %          | 11 % | 8 %                 | 3 % | 3 %   | 1 %    | 0     |
| ComRes | 9 au 10 mars            | 2 059       | 38 %          | 29 %          | 16 % | 7 %                 | 4 % | 4 %   | 1 %    | 9     |
| YouGov | 21 au 23 février        | 3 482       | 37 %          | 30 %          | 16 % | 8 %                 | 6 % | 3 %   | –      | 7     |
| BMG Research                                                                                                | 17 au 23 février        | 1 268       | 38 %          | 30 %          | 16 % | 5 %                 | 5 % | 5 %   | 2 %    | 8     |
| ComRes | 19 au 22 février        | 1 000       | 38 %          | 31 %          | 12 % | 8 %                 | 4 % | 3 %   | 3 %    | 7     |
| Ipsos MORI                                                                                                  | 13 au 16 février        | 1 001       | 40 %          | 33 %          | 12 % | 6 %                 | 6 % | 3 %   | 2 %    | 6     |
| ICM | 12 au 14 février        | 1 004       | 40 %          | 32 %          | 11 % | 7 %                 | 4 % | 4 %   | 3 %    | 7     |
| ComRes | 10 au 12 février        | 2 018       | 41 %          | 27 %          | 15 % | 9 %                 | 5 % | 3 %   | 1 %    | 14    |
| YouGov | 3 au 4 février          | 1 675       | 40 %          | 29 %          | 18 % | 6 %                 | 4 % | 3 %   | 1 %    | 10    |
| YouGov | 27 au 28 janvier        | 1 735       | 40 %          | 30 %          | 17 % | 6 %                 | 4 % | 3 %   | 1 %    | 9     |
| Ipsos MORI                                                                                                  | 23 au 25 janvier        | 1 027       | 40 %          | 31 %          | 11 % | 7 %                 | 5 % | 4 %   | 1 %    | 9     |
| ComRes | 22 au 24 janvier        | 1 006       | 37 %          | 32 %          | 12 % | 6 %                 | 4 % | 4 %   | 4 %    | 5     |
| ICM | 15 au 17 janvier        | 1 001       | 40 %          | 35 %          | 10 % | 6 %                 | 4 % | 3 %   | 2 %    | 5     |
| Survation                                                                                                   | 15 au 16 janvier        | 1 017       | 37 %          | 30 %          | 16 % | 7 %                 | 5 % | 3 %   | 3 %    | 7     |
| ComRes | 13 au 15 janvier        | 2 004       | 40 %          | 29 %          | 16 % | 7 %                 | 4 % | 3 %   | 1 %    | 11    |
| Panelbase                                                                                                   | 8 au 14 janvier         | 2 087       | 40 %          | 31 %          | 14 % | 6 %                 | 5 % | 5 %   | –      | 8     |

| Sondeur                                                                        | Date                     | Échantillon | Conservateurs | Travaillistes | UKIP   | Libéraux-démocrates | SNP   | Verts | Autres | Écart |
| ------------------------------------------------------------------------------ | ------------------------ | ----------- | ------------- | ------------- | ------ | ------------------- | ----- | ----- | ------ | ----- |
| Sondeur                                                                        | Date                     | Échantillon |               |               |        |                     |       |       | Autres | Écart |
| ICM                                                                            | 18 au 20 décembre        | 1 003       | 40 %          | 34 %          | 10 %   | 7 %                 | 4 %   | 3 %   | 3 %    | 5     |
| YouGov                                                                         | 17 au 18 décembre        | 1 598       | 40 %          | 29 %          | 17 %   | 6 %                 | 5 %   | 3 %   | 1 %    | 10    |
| Opinium                                                                        | 15 au 18 décembre        | 1 936       | 38 %          | 30 %          | 16 %   | 5 %                 | 6 %   | 5 %   | 2 %    | 8     |
| Ipsos MORI                                                                     | 12 au 14 décembre        | 1 040       | 38 %          | 31 %          | 9 %    | 9 %                 | 5 %   | 6 %   | 2 %    | 7     |
| ComRes                                                                         | 11 au 13 décembre        | 1 001       | 37 %          | 33 %          | 11 %   | 7 %                 | 4 %   | 5 %   | 2 %    | 4     |
| ComRes                                                                         | 9 au 11 décembre         | 2 049       | 40 %          | 29 %          | 16 %   | 7 %                 | 4 %   | 3 %   | 1 %    | 11    |
| YouGov                                                                         | 30 novembre–1er décembre | 1 657       | 41 %          | 30 %          | 16 %   | 6 %                 | 4 %   | 3 %   | 1 %    | 11    |
| YouGov                                                                         | 20 au 24 novembre        | 4 317       | 38 %          | 29 %          | 17 %   | 6 %                 | 5 %   | 3 %   | 1 %    | 9     |
| ComRes                                                                         | 20 au 22 novembre        | 1 000       | 40 %          | 29 %          | 11 %   | 8 %                 | 4 %   | 3 %   | 4 %    | 11    |
| ComRes                                                                         | 18 au 20 novembre        | 2 067       | 42 %          | 27 %          | 15 %   | 7 %                 | 5 %   | 3 %   | 1 %    | 15    |
| Survation                                                                      | 16 au 17 novembre        | 1 546       | 37 %          | 30 %          | 16 %   | 6 %                 | 5 %   | 3 %   | 3 %    | 7     |
| Ipsos MORI                                                                     | 14 au 17 novembre        | 1 021       | 41 %          | 34 %          | 7 %    | 7 %                 | 6 %   | 4 %   | au     | 7     |
| BMG Research                                                                   | 11 au 17 novembre        | 1 334       | 37 %          | 30 %          | 15 %   | 7 %                 | 4 %   | 4 %   | 2 %    | 7     |
| ICM                                                                            | 13 au 15 novembre        | 1 006       | 40 %          | 33 %          | 12 %   | 7 %                 | 5 %   | 3 %   | 1 %    | 6     |
| Survation                                                                      | 9 au 11 novembre         | 2 007       | 36 %          | 30 %          | 15 %   | 7 %                 | 5 %   | 3 %   | 3 %    | 6     |
| BMG Research                                                                   | 22 au 27 octobre         | 1 467       | 37 %          | 31 %          | 15 %   | 6 %                 | 4 %   | 5 %   | 2 %    | 6     |
| ComRes                                                                         | 23 au 25 octobre         | 1 002       | 38 %          | 33 %          | 10 %   | 8 %                 | 3 %   | 3 %   | 4 %    | 5     |
| Ipsos MORI                                                                     | 17 au 19 octobre         | 1 021       | 36 %          | 32 %          | 12 %   | 10 %                | 5 %   | 3 %   | 2 %    | 4     |
| Opinium                                                                        | 13 au 16 octobre         | 1 934       | 37 %          | 32 %          | 15 %   | 5 %                 | 6 %   | 4 %   | 2 %    | 5     |
| ComRes                                                                         | 14 au 15 octobre         | 2 051       | 42 %          | 29 %          | 13 %   | 7 %                 | 5 %   | 3 %   | 1 %    | 13    |
| ICM                                                                            | 9 au 11 octobre          | 1 002       | 38 %          | 34 %          | 11 %   | 7 %                 | 5 %   | 3 %   | 3 %    | 4     |
| YouGov                                                                         | 29 au 30 septembre       | 2 064       | 37 %          | 31 %          | 17 %   | 7 %                 | 5 %   | 2 %   | 1 %    | 6     |
| ComRes                                                                         | 26 au 28 septembre       | 1 009       | 40 %          | 30 %          | 12 %   | 9 %                 | 4 %   | 4 %   | 3 %    | 9     |
| Survation                                                                      | 21 au 22 septembre       | 1 008       | 37 %          | 32 %          | 13 %   | 9 %                 | 5 %   | 3 %   | 1 %    | 5     |
| Ipsos MORI                                                                     | 19 au 22 septembre       | 1 255       | 40 %          | 34 %          | 7 %    | 9 %                 | 5 %   | 4 %   | 1 %    | 5     |
| YouGov                                                                         | 17 au 18 septembre       | 1 601       | 40 %          | 31 %          | 16 %   | 6 %                 | 5 %   | 3 %   | 1 %    | 8     |
| Opinium                                                                        | 15 au 18 septembre       | 1 942       | 37 %          | 32 %          | 14 %   | 6 %                 | 5 %   | 4 %   | 1 %    | 5     |
| ComRes                                                                         | 16 au 17 septembre       | 2 015       | 42 %          | 30 %          | 13 %   | 7 %                 | 5 %   | 3 %   | 1 %    | 1     |
| ICM                                                                            | 11 au 13 septembre       | 1 006       | 38 %          | 32 %          | 13 %   | 8 %                 | 5 %   | 3 %   | 2 %    | 2     |
| Élection de Jeremy Corbyn à la tête du Parti travailliste (12 septembre 2015). |                          |             |               |               |        |                     |       |       |        |       |
| Survation                                                                      | 3 au 4 septembre         | 1 004       | 38 %          | 32 %          | 13 %   | 6 %                 | 5 %   | 4 %   | 2 %    | 2     |
| ComRes                                                                         | 21 au 23 août            | 1 001       | 42 %          | 28 %          | 9 %    | 8 %                 | 5 %   | 6 %   | 3 %    | 3     |
| ComRes                                                                         | 12 au 13 août            | 2 035       | 40 %          | 29 %          | 13 %   | 8 %                 | 5 %   | 4 %   | 1 %    | 1     |
| Survation                                                                      | 12 au 13 août            | 1 007       | 38 %          | 33 %          | 15 %   | 6 %                 | 5 %   | 3 %   | 1 %    | 1     |
| ICM                                                                            | 7 au 9 août              | 1 000       | 40 %          | 31 %          | 10 %   | 7 %                 | 5 %   | 4 %   | 2 %    | 2     |
| ComRes                                                                         | 24 au 26 juillet         | 1 001       | 40 %          | 28 %          | 10 %   | 7 %                 | 5 %   | 5 %   | 4 %    | 4     |
| Ipsos MORI                                                                     | 18 au 20 juillet         | 1 026       | 37 %          | 31 %          | 9 %    | 10 %                | 5 %   | 8 %   | 1 %    | 1     |
| Élection de Tim Farron à la tête des Libéraux-démocrates                       |                          |             |               |               |        |                     |       |       |        |       |
| ICM                                                                            | 10 au 12 juillet         | 1 005       | 38 %          | 34 %          | 13 %   | 6 %                 | 4 %   | 4 %   | 1 %    | 1     |
| ComRes                                                                         | 26 au 28 juin            | 1 002       | 40 %          | 27 %          | 11 %   | 9 %                 | 5 %   | 6 %   | 3 %    | 3     |
| Ipsos MORI                                                                     | 14 au 16 juin            | 1 005       | 40 %          | 30 %          | 8 %    | 9 %                 | 5 %   | 6 %   | 2 %    | 2     |
| ICM                                                                            | 12 au 14 juin            | 1 004       | 37 %          | 31 %          | 13 %   | 8 %                 | 5 %   | 5 %   | 1 %    | 1     |
| ComRes                                                                         | 29 au 31 mai             | 1 000       | 41 %          | 29 %          | 10 %   | 8 %                 | 5 %   | 5 %   | 3 %    | 3     |
| YouGov                                                                         | 25 au 26 mai             | 1 709       | 41 %          | 30 %          | 13 %   | 7 %                 | 4 %   | 4 %   | 1 %    | 1     |
| Survation                                                                      | 8 au 9 mai               | 1 027       | 40 %          | 31 %          | 12 %   | 6 %                 | 5 %   | 3 %   | 2 %    | 2     |
| Résultats des élections 2015                                                   | 7 mai 2015               | 29 980 107  | 37,8 %        | 31,2 %        | 12,9 % | 8,1 %               | 4,9 % | 3,8 % | 1,4 %  | 6,6   |

## Sondages par région anglaise

### Angleterre du Nord-Est
| Sondeur             | Date                   | Échantillon | Travaillistes | Conservateurs | UKIP   | Libéraux-démocrates | Verts | Autres | Écart |
| ------------------- | ---------------------- | ----------- | ------------- | ------------- | ------ | ------------------- | ----- | ------ | ----- |
| Sondeur             | Date                   | Échantillon |               |               |        |                     |       | Autres | Écart |
| YouGov              | 24 avril au 5 mai 2017 | 639         | 42 %          | 40 %          | 8 %    | 6 %                 | 2 %   | 0 %    | 2     |
| Élections générales | 7 mai 2015             | 1 188 153   | 46,9 %        | 25,3 %        | 16,7 % | 6,5 %               | 3,6 % | 0,9 %  | 21,6  |

### Angleterre du Nord-Ouest
| Sondeur             | Date                   | Échantillon | Travaillistes | Conservateurs | UKIP   | Libéraux-démocrates | Verts | Autres | Écart   |
| ------------------- | ---------------------- | ----------- | ------------- | ------------- | ------ | ------------------- | ----- | ------ | ------- |
| Sondeur             | Date                   | Échantillon |               |               |        |                     |       | Autres | Écart   |
| YouGov              | 24 avril au 5 mai 2017 | 1 537       | 42 %          | 42 %          | 6 %    | 8 %                 | 2 %   | 0 %    | égalité |
| Élections générales | 7 mai 2015             | 3 364 055   | 44,6 %        | 31,2 %        | 13,6 % | 6,5 %               | 3,2 % | 0,7 %  | 13,4    |

### Yorkshire-et-Humber
| Sondeur             | Date                   | Échantillon | Travaillistes | Conservateurs | UKIP   | Libéraux-démocrates | Verts | Autres | Écart |
| ------------------- | ---------------------- | ----------- | ------------- | ------------- | ------ | ------------------- | ----- | ------ | ----- |
| Sondeur             | Date                   | Échantillon |               |               |        |                     |       | Autres | Écart |
| YouGov              | 24 avril au 5 mai 2017 | 1 293       | 38 %          | 43 %          | 7 %    | 9 %                 | 2 %   | 0 %    | 5     |
| Élections générales | 7 mai 2015             | 2 444 177   | 39,1 %        | 32,6 %        | 16,0 % | 7,1 %               | 3,5 % | 1,6 %  | 6,5   |

### Midlands de l'Est
| Sondeur             | Date                   | Échantillon | Conservateurs | Travaillistes | UKIP   | Libéraux-démocrates | Verts | Autres | Écart |
| ------------------- | ---------------------- | ----------- | ------------- | ------------- | ------ | ------------------- | ----- | ------ | ----- |
| Sondeur             | Date                   | Échantillon |               |               |        |                     |       | Autres | Écart |
| YouGov              | 24 avril au 5 mai 2017 | 1 164       | 54 %          | 28 %          | 7 %    | 8 %                 | 2 %   | 0 %    | 26    |
| Élections générales | 7 mai 2015             | 2 230 402   | 43,5 %        | 31,6 %        | 15,8 % | 5,6 %               | 3,0 % | 0,6 %  | 11,9  |

### Midlands de l'Ouest
| Sondeur             | Date                   | Échantillon | Conservateurs | Travaillistes | UKIP   | Libéraux-démocrates | Verts | Autres | Écart |
| ------------------- | ---------------------- | ----------- | ------------- | ------------- | ------ | ------------------- | ----- | ------ | ----- |
| Sondeur             | Date                   | Échantillon |               |               |        |                     |       | Autres | Écart |
| YouGov              | 24 avril au 5 mai 2017 | 1 211       | 51 %          | 28 %          | 9 %    | 9 %                 | 2 %   | 0 %    | 23    |
| Élections générales | 7 mai 2015             | 2 628 579   | 41,8 %        | 32,9 %        | 15,7 % | 5,5 %               | 3,3 % | 0,8 %  | 8,9   |

### Angleterre de l'Est
| Sondeur             | Date                   | Échantillon | Conservateurs | Travaillistes | UKIP   | Libéraux-démocrates | Verts | Autres | Écart |
| ------------------- | ---------------------- | ----------- | ------------- | ------------- | ------ | ------------------- | ----- | ------ | ----- |
| Sondeur             | Date                   | Échantillon |               |               |        |                     |       | Autres | Écart |
| YouGov              | 24 avril au 5 mai 2017 | 1 339       | 56 %          | 19 %          | 9 %    | 12 %                | 2 %   | 1 %    | 37    |
| Élections générales | 7 mai 2015             | 2 948 623   | 49,0 %        | 22,0 %        | 16,2 % | 8,2 %               | 3,9 % | 0,5 %  | 27,0  |

### Londres
| Sondeur                                                                  | Date                   | Échantillon | Travaillistes | Conservateurs | UKIP  | Libéraux-démocrates | Verts | Autres | Écart |
| ------------------------------------------------------------------------ | ---------------------- | ----------- | ------------- | ------------- | ----- | ------------------- | ----- | ------ | ----- |
| Sondeur                                                                  | Date                   | Échantillon |               |               |       |                     |       | Autres | Écart |
| YouGov                                                                   | 26 au 31 mai 2017      | 1 000       | 50 %          | 33 %          | 3 %   | 11 %                | 2 %   | 1 %    | 17    |
| YouGov                                                                   | 19 au 23 mai 2017      | 1 006       | 50 %          | 34 %          | 2 %   | 11 %                | 2 %   | 1 %    | 16    |
| YouGov                                                                   | 22 avril au 3 mai 2017 | 1 040       | 41 %          | 36 %          | 6 %   | 14 %                | 3 %   | 1 %    | 5     |
| Theresa May annonce la tenue d'élections le 8 juin 2017 (18 avril 2017). |                        |             |               |               |       |                     |       |        |       |
| YouGov                                                                   | 24 au 28 mars 2017     | 1 042       | 37 %          | 34 %          | 9 %   | 14 %                | 5 %   | 1 %    | 3     |
| YouGov                                                                   | 15 au 19 avril 2016    | 1 017       | 46 %          | 30 %          | 13 %  | 7 %                 | 4 %   | 1 %    | 16    |
| YouGov                                                                   | 4 au 6 janvier 2016    | 1 156       | 44 %          | 37 %          | 11 %  | 4 %                 | 2 %   | 2 %    | 7     |
| YouGov                                                                   | 8 juin au 12 août 2015 | 3 436       | 42 %          | 38 %          | 9 %   | 5 %                 | 4 %   | 1 %    | 4     |
| Élections générales                                                      | 7 mai 2015             | 3 536 251   | 43,7 %        | 34,9 %        | 8,1 % | 7,7 %               | 4,9 % | 0,8 %  | 8,8   |

### Angleterre du Sud-Est
| Sondeur             | Date                   | Échantillon | Conservateurs | Travaillistes | UKIP   | Libéraux-démocrates | Verts | Autres | Écart |
| ------------------- | ---------------------- | ----------- | ------------- | ------------- | ------ | ------------------- | ----- | ------ | ----- |
| Sondeur             | Date                   | Échantillon |               |               |        |                     |       | Autres | Écart |
| YouGov              | 24 avril au 5 mai 2017 | 2 062       | 56 %          | 19 %          | 6 %    | 15 %                | 3 %   | 1 %    | 37    |
| Élections générales | 7 mai 2015             | 4 394 360   | 50,8 %        | 18,3 %        | 14,7 % | 9,4 %               | 5,2 % | 1,5 %  | 32,5  |

### Angleterre du Sud-Ouest
| Sondeur             | Date                   | Échantillon | Conservateurs | Travaillistes | Libéraux-démocrates | UKIP   | Verts | Autres | Écart |
| ------------------- | ---------------------- | ----------- | ------------- | ------------- | ------------------- | ------ | ----- | ------ | ----- |
| Sondeur             | Date                   | Échantillon |               |               |                     |        |       | Autres | Écart |
| YouGov              | 24 avril au 5 mai 2017 | 1 378       | 52 %          | 22 %          | 16 %                | 6 %    | 3 %   | 1 %    | 30    |
| Élections générales | 7 mai 2015             | 2 836 294   | 46,5 %        | 17,7 %        | 15,1 %              | 13,6 % | 5,9 % | 1,2 %  | 28,8  |

## Sondages par nation constitutive

### Écosse

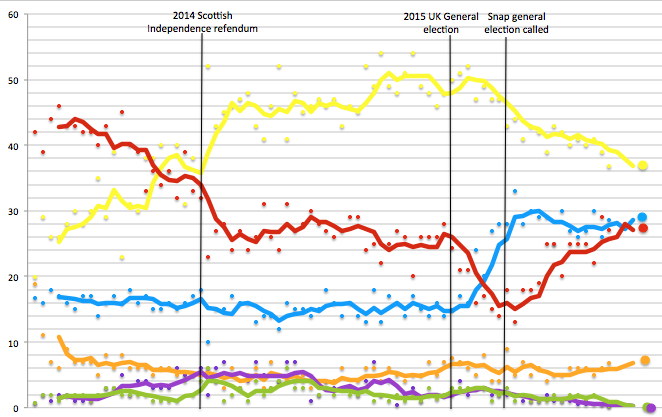
Sondages sur les élections en Écosse depuis 2010

| Sondeur                                                                    | Date                   | Échantillon | SNP    | Travaillistes | Conservateurs | Libéraux-démocrates | UKIP  | Verts | Autres | Écart |
| -------------------------------------------------------------------------- | ---------------------- | ----------- | ------ | ------------- | ------------- | ------------------- | ----- | ----- | ------ | ----- |
| Sondeur                                                                    | Date                   | Échantillon |        |               |               |                     |       |       | Autres | Écart |
| Panelbase                                                                  | 2 au 7 juin 2017       | 1 106       | 41 %   | 22 %          | 30 %          | 5 %                 | <1 %  | 2 %   | <1 %   | 11    |
| YouGov                                                                     | 1er au 5 juin 2017     | 1 093       | 41 %   | 25 %          | 26 %          | 6 %                 | 3 %   | 3 %   | 3 %    | 15    |
| Survation                                                                  | 31 mai au 2 juin 2017  | 1 024       | 40 %   | 25 %          | 27 %          | 6 %                 | 2 %   | 2 %   | 2 %    | 13    |
| Panelbase                                                                  | 26 au 31 mai 2017      | 1 021       | 42 %   | 20 %          | 30 %          | 5 %                 | 3 %   | 3 %   | 3 %    | 12    |
| Ipsos MORI                                                                 | 22 au 27 mai 2017      | 1 016       | 43 %   | 25 %          | 25 %          | 5 %                 | 2 %   | 2 %   | 2 %    | 18    |
| SurveyMonkey                                                               | 19 au 25 mai 2017      | 1 970       | 39 %   | 25 %          | 29 %          | 4 %                 | 1 %   | 2 %   | 2 %    | 10    |
| YouGov                                                                     | 15 au 18 mai 2017      | 1 032       | 42 %   | 19 %          | 29 %          | 6 %                 | 1 %   | 2 %   | 1 %    | 13    |
| BMG                                                                        | 12 au 18 mai 2017      | 1 000       | 43 %   | 18 %          | 30 %          | 5 %                 | 4 %   | 4 %   | 4 %    | 13    |
| Élections locales écossaises de 2017 (4 mai 2017)                          |                        |             |        |               |               |                     |       |       |        |       |
| YouGov                                                                     | 24 au 27 avril 2017    | 1 017       | 41 %   | 18 %          | 28 %          | 7 %                 | 2 %   | 3 %   | 1 %    | 13    |
| Panelbase                                                                  | 18 au 21 avril 2017    | 1 029       | 44 %   | 13 %          | 33 %          | 5 %                 | 2 %   | 2 %   | 1 %    | 11    |
| Survation                                                                  | 18 au 21 avril 2017    | 1 018       | 43 %   | 18 %          | 28 %          | 9 %                 | 3 %   | 3 %   | 3 %    | 15    |
| Theresa May annonce la tenue d'élections le 8 juin 2017 (18 avril 2017).   |                        |             |        |               |               |                     |       |       |        |       |
| Panelbase                                                                  | 17 mars 2017           | 1 008       | 47 %   | 14 %          | 28 %          | 4 %                 | 3 %   | 3 %   | <1 %   | 19    |
| Panelbase                                                                  | 20 au 26 janvier 2017  | 1 020       | 47 %   | 15 %          | 27 %          | 4 %                 | 3 %   | 3 %   | <1 %   | 20    |
| BMG                                                                        | 28 septembre 2016      | 1 010       | 49 %   | 17 %          | 20 %          | 8 %                 | 2 %   | 3 %   | au     | 29    |
| Panelbase                                                                  | 9 au 15 septembre 2016 | 1 024       | 47 %   | 16 %          | 24 %          | 5 %                 | 4 %   | 3 %   | au     | 23    |
| Theresa May devient Premier ministre du Royaume-Uni (13 juillet 2016).     |                        |             |        |               |               |                     |       |       |        |       |
| Élections parlementaires écossaises de 2016 (5 mai 2016)                   |                        |             |        |               |               |                     |       |       |        |       |
| Survation                                                                  | 7 au 10 septembre 2015 | 1 010       | 52 %   | 21 %          | 16 %          | 6 %                 | 2 %   | 3 %   | au     | 31    |
| Kezia Dugdale devient leader du Parti travailliste écossais (15 août 2015) |                        |             |        |               |               |                     |       |       |        |       |
| Survation                                                                  | 3 au 7 juillet 2015    | 1 084       | 51 %   | 21 %          | 17 %          | 7 %                 | 2 %   | 2 %   | au     | 30    |
| Élections générales                                                        | 7 mai 2015             | 2 910 465   | 50,0 % | 24,3 %        | 14,9 %        | 7,5 %               | 1,6 % | 1,3 % | 0,3 %  | 25,7  |

### Pays de Galles

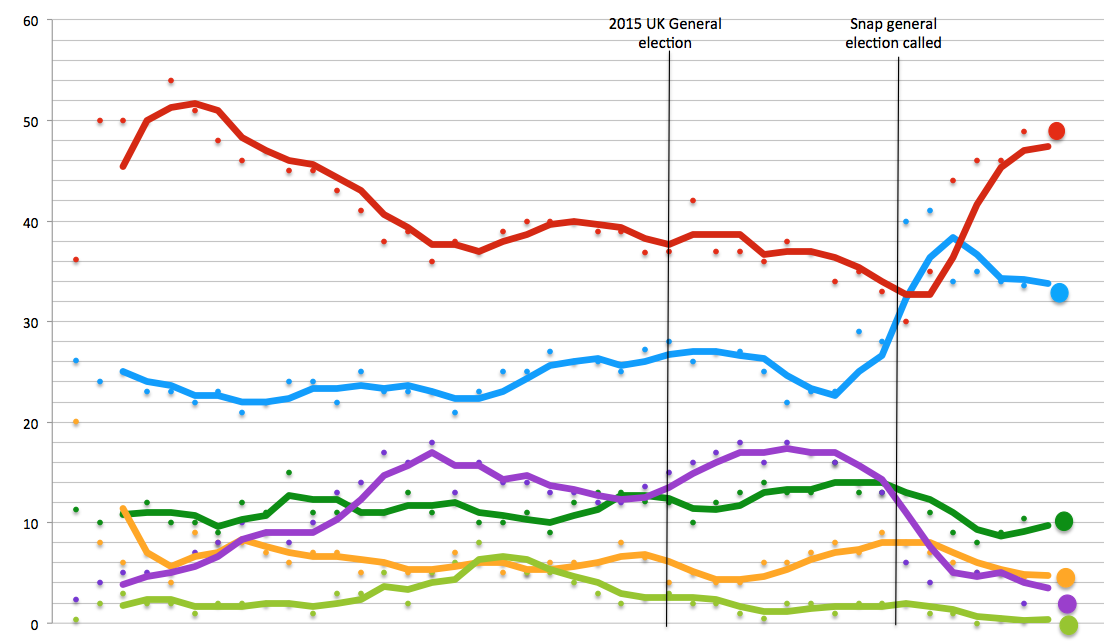
Sondages sur les élections au Pays de Galles depuis 2010

| Sondeur                                                                  | Date                           | Échantillon | Travaillistes | Conservateurs | UKIP   | Plaid Cymru | Libéraux-démocrates | Verts | Autres | Écart |
| ------------------------------------------------------------------------ | ------------------------------ | ----------- | ------------- | ------------- | ------ | ----------- | ------------------- | ----- | ------ | ----- |
| Sondeur                                                                  | Date                           | Échantillon |               |               |        |             |                     |       | Autres | Écart |
| YouGov                                                                   | 5 au 7 juin 2017               | 1 074       | 46 %          | 34 %          | 5 %    | 9 %         | 5 %                 | 1 %   | 1 %    | 12    |
| YouGov                                                                   | 29 au 31 mai 2017              | 1 014       | 46 %          | 35 %          | 5 %    | 8 %         | 5 %                 | 0 %   | 0 %    | 11    |
| YouGov                                                                   | 18 au 21 mai 2017              | 1 025       | 44 %          | 34 %          | 5 %    | 9 %         | 6 %                 | 1 %   | 1 %    | 10    |
| YouGov                                                                   | 5 au 7 mai 2017                | 1 018       | 35 %          | 41 %          | 4 %    | 11 %        | 7 %                 | 1 %   | 1 %    | 6     |
| YouGov                                                                   | 19 au 21 avril 2017            | 1 029       | 30 %          | 40 %          | 6 %    | 13 %        | 8 %                 | 2 %   | 1 %    | 10    |
| Theresa May annonce la tenue d'élections le 8 juin 2017 (18 avril 2017). |                                |             |               |               |        |             |                     |       |        |       |
| YouGov                                                                   | 3 au 6 janvier 2017            | 1 034       | 33 %          | 28 %          | 13 %   | 13 %        | 9 %                 | 2 %   | 0 %    | 5     |
| YouGov                                                                   | 18 au 21 septembre 2016        | 1 001       | 35 %          | 29 %          | 14 %   | 13 %        | 7 %                 | 2 %   | 0 %    | 6     |
| Theresa May devient Premier ministre du Royaume-Uni (13 juillet 2016).   |                                |             |               |               |        |             |                     |       |        |       |
| YouGov                                                                   | 30 juin au 4 juillet 2016      | 1 010       | 34 %          | 23 %          | 16 %   | 16 %        | 8 %                 | 1 %   | 2 %    | 11    |
| Élections législatives galloises de 2016 (5 mai 2016)                    |                                |             |               |               |        |             |                     |       |        |       |
| YouGov                                                                   | 19 au 22 avril 2016            | 1 001       | 37 %          | 23 %          | 17 %   | 13 %        | 7 %                 | 2 %   | 1 %    | 14    |
| YouGov                                                                   | 7 au 11 avril 2016             | 1 011       | 38 %          | 22 %          | 18 %   | 13 %        | 6 %                 | 2 %   | 4 %    | 16    |
| YouGov                                                                   | 9 au 11 février 2016           | 1 024       | 37 %          | 27 %          | 18 %   | 13 %        | 4 %                 | 1 %   | au     | 10    |
| YouGov                                                                   | 30 novembre au 4 décembre 2015 | 1 005       | 37 %          | 27 %          | 17 %   | 12 %        | 4 %                 | 2 %   | au     | 10    |
| YouGov                                                                   | 21 au 24 septembre 2015        | 1 151       | 42 %          | 26 %          | 16 %   | 10 %        | 5 %                 | 2 %   | au     | 16    |
| YouGov                                                                   | 24 au 26 juin 2015             | 1 151       | 37 %          | 28 %          | 15 %   | 12 %        | 4 %                 | 3 %   | 1 %    | 9     |
| Élections générales                                                      | 7 mai 2015                     | 1 498 433   | 36,9 %        | 27,2 %        | 13,6 % | 12,1 %      | 6,5 %               | 2,6 % | 1,0 %  | 9,7   |

### Irlande du Nord
| Sondeur             | Date                | Échantillon | DUP    | SF     | UUP    | SDLP   | Alliance | TUV   | Verts | Autres | Écart |
| ------------------- | ------------------- | ----------- | ------ | ------ | ------ | ------ | -------- | ----- | ----- | ------ | ----- |
| Sondeur             | Date                | Échantillon |        |        |        |        |          |       |       | Autres | Écart |
| Lucid Talk          | 1er au 3 juin 2017  | 3 419       | 28,9 % | 28,1 % | 15,4 % | 13,8 % | 9,9 %    | 0,1 % | 0,6 % | 3,2 %  | 0,8   |
| Lucid Talk          | 17 au 18 mai 2017   | 3 341       | 28,8 % | 27,9 % | 15,8 % | 13,7 % | 9,8 %    | 0,1 % | 0,7 % | 3,3 %  | 0,9   |
| Lucid Talk          | 17 au 29 avril 2017 | 3 187       | 29,4 % | 27,7 % | 14,8 % | 12,4 % | 10,2 %   | 0,6 % | 1,8 % | 3,1 %  | 1,7   |
| Élections générales | 7 mai 2015          | 718 103     | 25,7 % | 24,5 % | 16,0 % | 13,9 % | 8,6 %    | 2,3 % | 1,0 % | 8,2 %  | 1,2   |

## Sondages par circonscription

### Battersea
| Sondeur             | Date             | Conservateurs | Travaillistes | Libéraux-démocrates | Autres | Écart |
| ------------------- | ---------------- | ------------- | ------------- | ------------------- | ------ | ----- |
| Sondeur             | Date             |               |               |                     | Autres | Écart |
| Survation           | 9 au 10 mai 2017 | 46 %          | 38 %          | 13 %                | 5 %    | 8     |
| Élections générales | 7 mai 2015       | 52,4 %        | 36,8 %        | 4,4 %               | 6,5 %  | 15,6  |

### Edinburgh South
| Sondeur             | Date              | Travaillistes | SNP    | Conservateurs | Parti vert écossais | Libéraux-démocrates | Autres | Écart |
| ------------------- | ----------------- | ------------- | ------ | ------------- | ------------------- | ------------------- | ------ | ----- |
| Sondeur             | Date              |               |        |               |                     |                     | Autres | Écart |
| Survation           | 3 au 4 avril 2017 | 40 %          | 30 %   | 20 %          | 7 %                 | 3 %                 | 1 %    | 10    |
| Élections générales | 7 mai 2015        | 39,1 %        | 33,8 % | 17,5 %        | 4,2 %               | 3,7 %               | 1,6 %  | 5,3   |

### Brighton Pavilion
| Sondeur             | Date                     | Verts  | Travaillistes | Conservateurs | UKIP | Libéraux-démocrates | Autres | Écart |
| ------------------- | ------------------------ | ------ | ------------- | ------------- | ---- | ------------------- | ------ | ----- |
| Sondeur             | Date                     |        |               |               |      |                     | Autres | Écart |
| ICM Unlimited       | 27 avril au 1er mai 2017 | 47 %   | 23 %          | 25 %          | 3 %  | 2 %                 | 0 %    | 22    |
| Élections générales | 7 mai 2015               | 41,8 % | 27,3 %        | 22,8 %        | 5 %  | 2,8 %               | 0 %    | 14,5  |

### Tatton
| Sondeur             | Date         | Conservateurs | Travaillistes | UKIP   | Libéraux-démocrates | Autres | Écart |
| ------------------- | ------------ | ------------- | ------------- | ------ | ------------------- | ------ | ----- |
| Sondeur             | Date         |               |               |        |                     | Autres | Écart |
| Survation           | 22 mars 2017 | 58 %          | 17 %          | 9 %    | 12 %                | 4 %    | 41    |
| Élections générales | 7 mai 2015   | 56,6 %        | 18,3 %        | 10,8 % | 8,5 %               | 3,8 %  | 38,3  |

### Kensington
| Sondeur             | Date                | Conservateurs | Travaillistes | Libéraux-démocrates | Verts | UKIP  | Autres | Écart |
| ------------------- | ------------------- | ------------- | ------------- | ------------------- | ----- | ----- | ------ | ----- |
| Sondeur             | Date                |               |               |                     |       |       | Autres | Écart |
| Survation           | 25 au 27 avril 2017 | 46 %          | 29 %          | 17 %                | 7 %   | 1 %   | 0 %    | 17    |
| Élections générales | 7 mai 2015          | 52,3 %        | 31,1 %        | 5,6 %               | 5,1 % | 4,5 % | 0 %    | 14,5  |

## Premier ministre préféré

### Sondages effectués en 2017
| Sondeur                                                                   | Date                      | Échantillon | Theresa May | Jeremy Corbin | Aucun des deux | Indécis |
| Sondeur                                                                   | Date                      | Échantillon | Theresa May | Jeremy Corbyn | Aucun des deux | Indécis |
| ------------------------------------------------------------------------- | ------------------------- | ----------- | ----------- | ------------- | -------------- | ------- |
| Sondeur                                                                   | Date                      | Échantillon |             |               | Aucun des deux | Indécis |
| ComRes                                                                    | 31 mai au 2 juin          | 2 038       | 49 %        | 34 %          | NC             | 17 %    |
| Ipsos MORI                                                                | 30 mai au 1er juin        | 1 046       | 50 %        | 35 %          | 6 %            | 8 %     |
| SurveyMonkey                                                              | 31 mai                    | 19 000      | 58 %        | 39 %          | NC             | NC      |
| Opinium                                                                   | 30 au 31 mai              | 2 006       | 42 %        | 26 %          | 21 %           | 12 %    |
| YouGov                                                                    | 30 au 31 mai              | 1 875       | 43 %        | 30 %          | NC             | 27 %    |
| Kantar Public                                                             | 25 au 30 mai              | 1 199       | 38 %        | 23 %          | 23 %           | 15 %    |
| Survation                                                                 | 26 au 27 mai              | 1 009       | 53 %        | 30 %          | NC             | 17 %    |
| ICM                                                                       | 24 au 26 mai              | 2 044       | 48 %        | 27 %          | NC             | 25 %    |
| ComRes                                                                    | 24 au 26 mai              | 2 024       | 51 %        | 30 %          | NC             | 19 %    |
| SurveyMonkey                                                              | 24 au 25 mai              | 6 000       | 59 %        | 37 %          | NC             | NC      |
| YouGov                                                                    | 24 au 25 mai              | 2 052       | 45 %        | 28 %          | NC             | 27 %    |
| Opinium                                                                   | 23 au 24 mai              | 2 002       | 43 %        | 26 %          | 21 %           | 11 %    |
| Kantar Public                                                             | 18 au 22 mai              | 1 200       | 38 %        | 24 %          | 23 %           | 14 %    |
| YouGov                                                                    | 16 au 17 mai              | 1 861       | 46 %        | 23 %          | NC             | 31 %    |
| Opinium                                                                   | 16 au 17 mai              | 2 003       | 45 %        | 22 %          | 21 %           | 12 %    |
| Ipsos MORI                                                                | 15 au 17 mai              | 1 053       | 56 %        | 29 %          | 8 %            | 6 %     |
| Kantar Public                                                             | 11 au 15 mai              | 1 201       | 41 %        | 18 %          | 22 %           | 19 %    |
| Survation                                                                 | 12 au 13 mai              | 1 016       | 58 %        | 24 %          | NC             | 19 %    |
| Opinium                                                                   | 9 au 12 mai               | 2 003       | 45 %        | 19 %          | 24 %           | 12 %    |
| YouGov                                                                    | 9 au 10 mai               | 1 651       | 49 %        | 21 %          | NC             | 30 %    |
| Kantar Public                                                             | 4 au 8 mai                | 1 201       | 40 %        | 17 %          | 24 %           | 19 %    |
| Survation                                                                 | 5 au 6 mai                | 1 005       | 60 %        | 21 %          | NC             | 19 %    |
| Opinium                                                                   | 2 au 3 mai                | 2 005       | 46 %        | 18 %          | 25 %           | 11 %    |
| YouGov                                                                    | 2 au 3 mai                | 2 066       | 49 %        | 21 %          | NC             | 29 %    |
| Kantar Public                                                             | 20 au 24 avril            | 2 003       | 43 %        | 17 %          | 20 %           | 20 %    |
| Opinium                                                                   | 25 au 28 avril            | 2 007       | 44 %        | 19 %          | 25 %           | 12 %    |
| YouGov                                                                    | 25 au 26 avril            | 1 590       | 48 %        | 18 %          | NC             | 33 %    |
| « Ipsos MORI »(Archive.org • Wikiwix • Archive.is • Google • Que faire ?) | 21 au 25 avril            | 1 004       | 61 %        | 23 %          | 6 %            | 7 %     |
| Kantar Public                                                             | 20 au 24 avril            | 2 003       | 44 %        | 18 %          | 23 %           | 16 %    |
| Opinium                                                                   | 19 au 20 avril            | 2 003       | 49 %        | 14 %          | 26 %           | 11 %    |
| YouGov                                                                    | 18 au 19 avril            | 1 727       | 54 %        | 15 %          | NC             | 31 %    |
| YouGov                                                                    | 12 au 13 avril            | 2 069       | 50 %        | 14 %          | NC             | 36 %    |
| Opinium                                                                   | 11 au 13 avril            | 1 651       | 47 %        | 14 %          | 28 %           | 11 %    |
| YouGov                                                                    | 5 au 6 avril              | 1 651       | 49 %        | 16 %          | NC             | 35 %    |
| Lord Ashcroft Polls                                                       | 21 au 28 mars             | 10 153      | 55 %        | 18 %          | NC             | 27 %    |
| YouGov                                                                    | 26 au 27 mars             | 1 957       | 51 %        | 13 %          | NC             | 36 %    |
| YouGov                                                                    | 20 au 21 mars             | 1 627       | 47 %        | 14 %          | NC             | 39 %    |
| Opinium                                                                   | 14 au 17 mars             | 2 007       | 45 %        | 14 %          | 29 %           | 12 %    |
| YouGov                                                                    | 13 au 14 mars             | 1 631       | 48 %        | 14 %          | NC             | 38 %    |
| YouGov                                                                    | 27 au 28 février          | 1 666       | 49 %        | 15 %          | NC             | 36 %    |
| YouGov                                                                    | 21 au 22 février          | 2 060       | 49 %        | 15 %          | NC             | 36 %    |
| Opinium                                                                   | 14 au 16 février          | 2 004       | 46 %        | 13 %          | 29 %           | 12 %    |
| YouGov                                                                    | 12 au 13 février          | 2 052       | 49 %        | 15 %          | NC             | 36 %    |
| Opinium                                                                   | 31 janvier au 1er février | 2 005       | 43 %        | 14 %          | 29 %           | 14 %    |
| YouGov                                                                    | 30 au 31 janvier          | 1 705       | 48 %        | 16 %          | NC             | 36 %    |
| YouGov                                                                    | 23 au 24 janvier          | 1 643       | 47 %        | 15 %          | NC             | 38 %    |
| Opinium                                                                   | 10 au 12 janvier          | 2 007       | 40 %        | 16 %          | 28 %           | 15 %    |
| YouGov                                                                    | 9 au 10 janvier           | 1 660       | 45 %        | 17 %          | NC             | 38 %    |
| YouGov                                                                    | 3 au 4 janvier            | 1 740       | 47 %        | 14 %          | NC             | 39 %    |